# Gomfals
Els gomfals (Gomphales) són un ordre de fongs basidiomicots de la classe dels agaricomicets (Agaricomycetes). Algunes de les famílies de Gomphales de vegades han estat incloses dins l'ordre Phallales (i vice versa - també de vegades es tracten com a sinònims).
La família Ramariaceae, actualment obsoleta, havia estat inclosa dins l'ordre Cantharellales. Per anàlisis filogenètiques recents s'inclouen en Gomphales les famílies de la descripció de l'ordre per W. Jülich, afegint-hi la família Clavariadelphaceae.

## Taxonomia
L'ordre dels gomfals inclou unes 537 en tres famílies:
- Família Clavariadelphaceae
- Família Gomphaceae
- Família Lentariaceae